# Adriohydrobia gagatinella
Adriohydrobia gagatinella е вид охлюв от семейство Hydrobiidae. Видът не е застрашен от изчезване.

## Разпространение и местообитание
Разпространен е в Албания, Хърватия и Черна гора.
Обитава сладководни басейни и реки.